# Mannschaftsmeisterschaft in Judo 1952
Die Mannschaftsmeisterschaft 1952 ermittelte zum 2. Mal den Österreichischen Mannschaftsmeisters im Judo. Sie wurde vom Österreichischen Amateur Judo Verbandes ausgetragen. Sieger war zum 1. Mal der Vereinsgeschichte  der JK Wien.

## Abschlusstabelle
| Position | Mannschaft       | Stadt |       |
| -------- | ---------------- | ----- | ----- |
| 1        | JK Wien          | Wien  | [ 4 ] |
| 2        | JK Berufsschulen | Wien  | [ 2 ] |
| 3        | PSV Wien         | Wien  | [ 2 ] |
|          | ATSV Linz        | Linz  | [ 5 ] |
|          | Vorwärts-Graz    | Graz  | [ 5 ] |

Stand: 2025-01-05